# HORIZON (cuneのアルバム)
『HORIZON』（ホライズン）は、cuneの初のライブ・アルバム。

## 概要
ミニアルバム『EUPHORIA』と同時発売。

## 収録曲
出典：タワーレコード
1. リフレイン（4:01）
2. クローバー（4:41）
3. LION SEVENTEEN（3:49）
4. ピクニック（3:37）
5. カノン（5:08）
6. 青空（4:38）
7. SQUALL（5:41）
8. イナズマ（5:30）
9. TNSF（3:10）
10. Dramatic Exotic Automatic（6:32）
11. SAMURAI DRIVE（4:41）
12. ホライズン（8:05）
13. Butterfly（5:09）